# Comté de Jasper (Texas)
Pour les articles homonymes, voir Jasper et Comté de Jasper.
Le comté de Jasper, en anglais : Jasper County, est un comté situé dans l'est de l'État du Texas aux États-Unis. Il est nommé en l'honneur de William Jasper (en), un héros de la guerre d'indépendance américaine. Le siège du comté est la ville de Jasper. Selon le recensement des États-Unis de 2020, sa population est de 32 980 habitants. Le comté a une superficie de 2 511 km2, dont 2 428 km2 en surfaces terrestres. 